# Boris Pugo
Boris Karlovici Pugo (letonă: Boriss Pugo, în rusă Борис Карлович Пуго) (n. 19 februarie 1937 – d. 22 august 1991, Moscova) a fost un demnitar  comunist ȋn Uniunea Sovietică.
Pugo s-a născut la Kalinin, ȋntr-o familie de comuniști din Letonia. Ȋn 1960, a terminat studiile la Institutul Politehnic din Riga și a ȋnceput activitatea ȋn cadrul Partidului Comunist al Uniunii Sovietice ȋn Letonia. Ȋn perioada 1990 – 1991 a fost Ministru de Interne al Uniunii Sovietice. A decedat prin sinucidere, ȋmpreună cu soția sa, după eșuarea loviturii de stat din 1991.